# キ28 (航空機)
川崎 キ28 "ボブ"
- 用途：試作戦闘機
- 設計者：土井武夫
- 製造者：川崎航空機
- 運用者： 大日本帝国（日本陸軍）
- 初飛行：1936年
- 生産数：1機
- 運用状況：退役

キ28は、第二次世界大戦前に試作された日本陸軍の戦闘機である。設計・開発は川崎航空機、設計者は土井武夫。九五式戦闘機の後継機として、中島、三菱との競作になったが、中島のキ27（後の九七式戦闘機）に審査で敗れ不採用となった。

## 概要
昭和10年に陸軍は九五式戦闘機の後継機の試作を中島・三菱・川崎に指示した。これに従って川崎が開発した試作機は昭和11年11月に完成したが、中島のキ27、三菱のキ33などの機体と異なりV型12気筒の液冷エンジンを搭載していたことが本機の特徴であった。キ28の基本設計は過去に不採用となったキ5を発展させたものであり、尾翼の操舵部分を除いて全金属製の機体と固定脚を持つ、低翼カンチレバー方式の単葉機であった。同年11月から翌年4月にかけて3社の試作機の審査が行われ、キ28はライバルよりも速度、上昇力、加速性など多くの部分で優れた成績を示した。しかし、高速であるが故に旋回半径が他社の機体より大きくなることが問題とされ、搭載していた水冷式エンジンの信頼性を不安視する声もあり、結局不採用となった。しかし、キ28で川崎が得た貴重な経験は、後のキ60やキ61(三式戦"飛燕")の開発に生かされる事となる。
キ28は試作機でありながら、連合軍のコードネームとしてBob（ボブ）が与えられている。これはキ28が連合軍では九七式戦闘機として制式採用されたものと誤認されていた事による。
また、キ28の機体設計は九五式戦闘機の性能強化プランの検討にも生かされたようで、こちらも不採用に終わったものの1937年（昭和12年）に提案された九五式戦 性能向上第二案型は、キ28と非常に類似した機体形状である事が現存する写真から確認できる。

## スペック
- 全長： 7.90m
- 全幅： 12.00 m
- 全高： 2.60 m
- 主翼面積： 19.0m2
- 自重： 1420 kg
- 全備重量： 1760 kg
- エンジン： 川崎九五式八〇〇馬力発動機 ハ9-II甲 水冷V型12気筒エンジン×1
- 出力： 公称 800 hp
- 最大速度： 485 km/h
- 航続距離： 1,000 km
- 実用上昇限度： 11,000 m
- 武装： 7.7mm機関銃×2
- 乗員： 1 名

## 登場作品
漫画『天空少女騎士団』（松田未来／イカロス出版）
ドイツ、イタリア、スイスに囲まれた架空の小国・マリーエンエーエ公国の王女（女王）ジークリンデが、川崎キ28戦闘機「リンドブルム号」を自ら駆って、少女達から成る「航空騎士団」を率いる物語。キ28がキ27・キ33とのコンペに敗れた後、2号機が武器商人に買い取られ、ヨーロッパの小国に売りつけられたという設定。固定脚位置より外翼が後方折り畳み式に改造されている。固定脚のブレーキとタイヤは、オリジナルが頼りなかったので、アメリカ製に換えてある。